# Collegio uninominale Toscana - 01 (Senato della Repubblica 2020)
Il collegio elettorale uninominale Toscana - 01 è un collegio elettorale uninominale della Repubblica Italiana per l'elezione del Senato della Repubblica.

## Territorio
Come previsto dalla legge n. 51 del 27 maggio 2019, il collegio è stato definito tramite decreto legislativo all'interno della circoscrizione Toscana.
È formato dal territorio dell'intera provincia di Arezzo (36 comuni), dell'intera provincia di Grosseto (28 comuni) e dell'intera provincia di Siena (35 comuni).
Il collegio è parte del collegio plurinominale Toscana - 01.

## Eletti
| Elezione | Elezione | Senatore        | Partito           |
| -------- | -------- | --------------- | ----------------- |
|          | 2022     | Simona Petrucci | Fratelli d'Italia |

## Dati elettorali

### XIX legislatura
Come previsto dalla legge elettorale, 74 senatori sono eletti con sistema a maggioranza relativa in altrettanti collegi uninominali a turno unico.
| Candidati                                 | Candidati                 | Voti    | %     | Liste                          | Voti    | %     |
| ----------------------------------------- | ------------------------- | ------- | ----- | ------------------------------ | ------- | ----- |
|                                           | Simona Petrucci ✔️ Eletto | 174 486 | 41,96 | Fratelli d'Italia              | 117 205 | 28,19 |
| Lega per Salvini Premier                  | Simona Petrucci ✔️ Eletto | 174 486 | 41,96 | 29 079                         | 6,99    |       |
| Forza Italia                              | Simona Petrucci ✔️ Eletto | 174 486 | 41,96 | 25 384                         | 6,10    |       |
| Noi moderati/Lupi - Toti - Brugnaro - UDC | Simona Petrucci ✔️ Eletto | 174 486 | 41,96 | 2 188                          | 0,53    |       |
|                                           | Silvio Franceschelli      | 135 601 | 32,61 | Partito Democratico-IDP        | 108 039 | 25,98 |
| Alleanza Verdi e Sinistra                 | Silvio Franceschelli      | 135 601 | 32,61 | 15 043                         | 3,62    |       |
| +Europa                                   | Silvio Franceschelli      | 135 601 | 32,61 | 11 061                         | 2,66    |       |
| Impegno Civico - Centro Democratico       | Silvio Franceschelli      | 135 601 | 32,61 | 1 458                          | 0,35    |       |
|                                           | Andrea Barbagli           | 43 349  | 10,43 | Movimento 5 Stelle             | 43 349  | 10,43 |
|                                           | Davide Vivaldi            | 36 640  | 8,81  | Azione - Italia Viva - Calenda | 36 640  | 8,81  |
|                                           | Gualtiero Bomba           | 6 532   | 1,57  | Italexit                       | 6 532   | 1,57  |
|                                           | Claudio Cubattoli         | 5 985   | 1,44  | Unione Popolare                | 5 985   | 1,44  |
|                                           | Maria Teresa Turrini      | 5 456   | 1,31  | Italia Sovrana e Popolare      | 5 456   | 1,31  |
|                                           | Marco Barzanti            | 5 372   | 1,29  | Partito Comunista Italiano     | 5 372   | 1,29  |
|                                           | Tommaso Agostini          | 2 483   | 0,60  | Vita                           | 2 483   | 0,60  |
| Totale                                    | Totale                    | 415 814 | 100   |                                | 415 814 | 100   |
|                                           |                           |         |       |                                |         |       |
| Voti non validi                           | Voti non validi           | 19 745  | 4,53  |                                |         |       |
| Votanti                                   | Votanti                   | 435 559 | 69,29 |                                |         |       |
| Elettori                                  | Elettori                  | 628 559 |       |                                |         |       |